# Matthew Daddario
Matthew Quincy Daddario (New York, 1º ottobre 1987) è un attore statunitense.

## Biografia
Nasce a New York nel 1987 in una famiglia di avvocati. Il padre, Richard Daddario, di origini italiane e irlandesi, è un funzionario del New York City Police Department dove ha ricoperto anche il ruolo di capo dell'anti-terrorismo tra il 2010 e il 2013, mentre la madre, Christina Maria Titus, è un'avvocatessa di origini ungheresi-slovacche, tedesche e inglesi. Ha due sorelle: una minore, Caherine, e una maggiore, Alexandra; il nonno paterno, Emilio Q. Daddario, è stato un membro della Camera dei rappresentanti degli Stati Uniti per il Connecticut tra il 1959 e il 1971.
Cresciuto nell'Upper East Side di Manhattan ha frequentato la Collegiate School per poi studiare Economia all'Università dell'Indiana a Bloomington, laureandosi nel 2010.

### Carriera
Il suo debutto cinematografico di rilievo è nel ruolo di Aaron nel film Passione innocente, diretto da Drake Doremus, dove recita accanto a Felicity Jones e Guy Pearce. Lo stesso anno interpreta uno dei figli di Vince Vaughn nel film commedia Delivery Man, diretto da Ken Scott. Nel 2014 fa parte del cast del film Il tempo di vincere di Thomas Carter; Daddario interpreta Danny Ladoucer, figlio dell'allenatore di football Bob Ladoucer, della squadra scolastica De La Salle Spartans. L'anno dopo, accanto a Victoria Justice, recita in Va a finire che ti amo.
L'8 maggio 2015 viene annunciato che Daddario avrebbe interpretato Alec Lightwood nella serie televisiva Shadowhunters, l'adattamento televisivo della serie di best seller The Mortal Instruments di Cassandra Clare trasmesso da Freeform a partire dal 12 gennaio 2016. Nell'arco dei tre anni trasmissione della serie ha ricevuto numerose candidature ai Teen Choice Awardss, vincendo nel 2016 come Miglio star emergente e nel 2018 come Miglior attore in una serie TV fantasy/sci-fi. Sempre nel 2016, dopo aver preso parte al film horror Cabin Fever, recita e dirige un cortometraggio intitolato The Last Hunt, presentato al SoHo International Film Festival l'11 giugno.
Nel 2021 è nel cast di Trust, nuovamente accanto a Katherine McNamara e Victoria Justice. Lo stesso anno si è unito al cast di Why Women Kill come personaggio principale, nel ruolo di Scooter, ed è stato annunciato che sarebbe stato parte del film Into the Deep.
Nel 2024 è nel cast di The italians di Michelle Danner, con Luca Riemma e Abigail Breslin.

### Vita privata
Il 31 dicembre 2017 ha sposato Esther Kim, sua fidanzata di lunga data, e la coppia il 28 settembre 2020 ha annunciato la nascita della primogenita.

## Filmografia

### Attore

#### Cinema
- The Debut, regia di Tatianna Kantorowicz - cortometraggio (2012)
- Passione innocente (Breathe In), regia di Drake Doremus (2013)
- 36 Saints, regia di Eddy Duran (2013)
- Delivery Man, regia di Ken Scott (2013)
- Growing Up and Other Lies, regia di Darren Grodsky e Danny Jacobs (2014)
- Il tempo di vincere (When the Games Stands Tall), regia di Thomas Carter (2014)
- Va a finire che ti amo (Naomi and Ely's No Kiss List), regia di Kristin Hanggi (2015)
- Cabin Fever, regia di Travis Zariwny (2016)
- The Last Hunt, regia di Matthew Daddario e Brock Harris - cortometraggio (2016)
- Trust, regia di Brian DeCubellis (2021)
- Wild Game, regia di Brock Harris (2021)
- Into the Deep, regia di Kate Cox (2022)
- Dance Dads, regia di Brock Harris (2022)
- The italians, regia di Michelle Danner (2024)
- People Walk Dogs Late at Night in the Suburbs, regia Drake Wootton - cortometraggio (2024)

#### Televisione
- Shadowhunters – serie TV, 55 episodi (2016-2019)
- Tommy - serie TV, episodio 1x05 (2020)
- Why Women Kill – serie TV, 10 episodi (2021)
- Blue Bloods – serie TV, episodio 13x18 (2023)

### Regista
- The Last Hunt, regia di Matthew Daddario e Brock Harris - cortometraggio (2016)

### Produttore
- The Last Hunt, regia di Matthew Daddario e Brock Harris - cortometraggio (2016)[20]

## Riconoscimenti
- MTV Fandom Awards
  - 2016 – Candidatura per la Ship dell'anno per Shadowhunters (insieme a Harry Shum Jr.)[21]
- Teen Choice Awards
  - 2016 – Miglior star emergente in una serie TV per Shadowhunters[8]
  - 2017 – Candidatura come Miglior attore in una serie TV fantasy/sci-fi per Shadowhunters[22]
  - 2017 – Candidatura come "Choice TV Ship" per Shadowhunters (insieme a Harry Shum Jr.)[23]
  - 2017 – Candidatura come Miglior bacio per Shadowhunters (insieme a Harry Shum Jr.)[23]
  - 2018 – Miglior attore in una serie TV fantasy/sci-fi per Shadowhunters[9]
  - 2018 – Candidatura come "Choice TV Ship" per Shadowhunters (insieme a Harry Shum Jr.)[24]

## Doppiatori italiani
Nelle versioni in italiano dei suoi film, Matthew Daddario è stato doppiato da:
- Alessandro Capra in Va a finire che ti amo
- Flavio Aquilone in Shadowhunters